# Ogōri
Ogōri (jap. 小郡市 Ogōri-shi) – miasto w Japonii, w prefekturze Fukuoka, na wyspie Kiusiu (Kyūshū).

## Historia
1 kwietnia 1889 roku w powiecie Mihara powstała wioska Ogōri. 1 kwietnia 1896 roku stała się częścią powiatu Mii. 1 października 1953 roku Ogōri zdobyła status miasteczka (町), a 1 kwietnia 1972 roku – status miasta (市).

## Populacja
Zmiany w populacji Ogōri w latach 1970–2015:
| Rok  | Populacja |
| ---- | --------- |
| 1970 | 30 469    |
| 1975 | 36 914    |
| 1980 | 41 057    |
| 1985 | 43 811    |
| 1990 | 47 116    |
| 1995 | 50 612    |
| 2000 | 54 583    |
| 2005 | 57 481    |
| 2010 | 58 499    |
| 2015 | 57 983    |